# Penne (Tarn)
Penne is een gemeente in het Franse departement Tarn (regio Occitanie) en telt 522 inwoners (1999). De plaats maakt deel uit van het arrondissement Albi.
Penne ligt op een hoogte boven de Aveyron en kijkt uit over het forêt de la Grésigne. Het bezit een fort uit de 13e eeuw. In de gemeente bevindt zich de Grot van Travers de Janoye.

## Geografie
De oppervlakte van Penne bedraagt 64,5 km², de bevolkingsdichtheid is 8,1 inwoners per km².
De onderstaande kaart toont de ligging van Penne (Tarn) met de belangrijkste infrastructuur en aangrenzende gemeenten.

## Demografie
Onderstaande figuur toont het verloop van het inwonertal (bron: INSEE-tellingen).

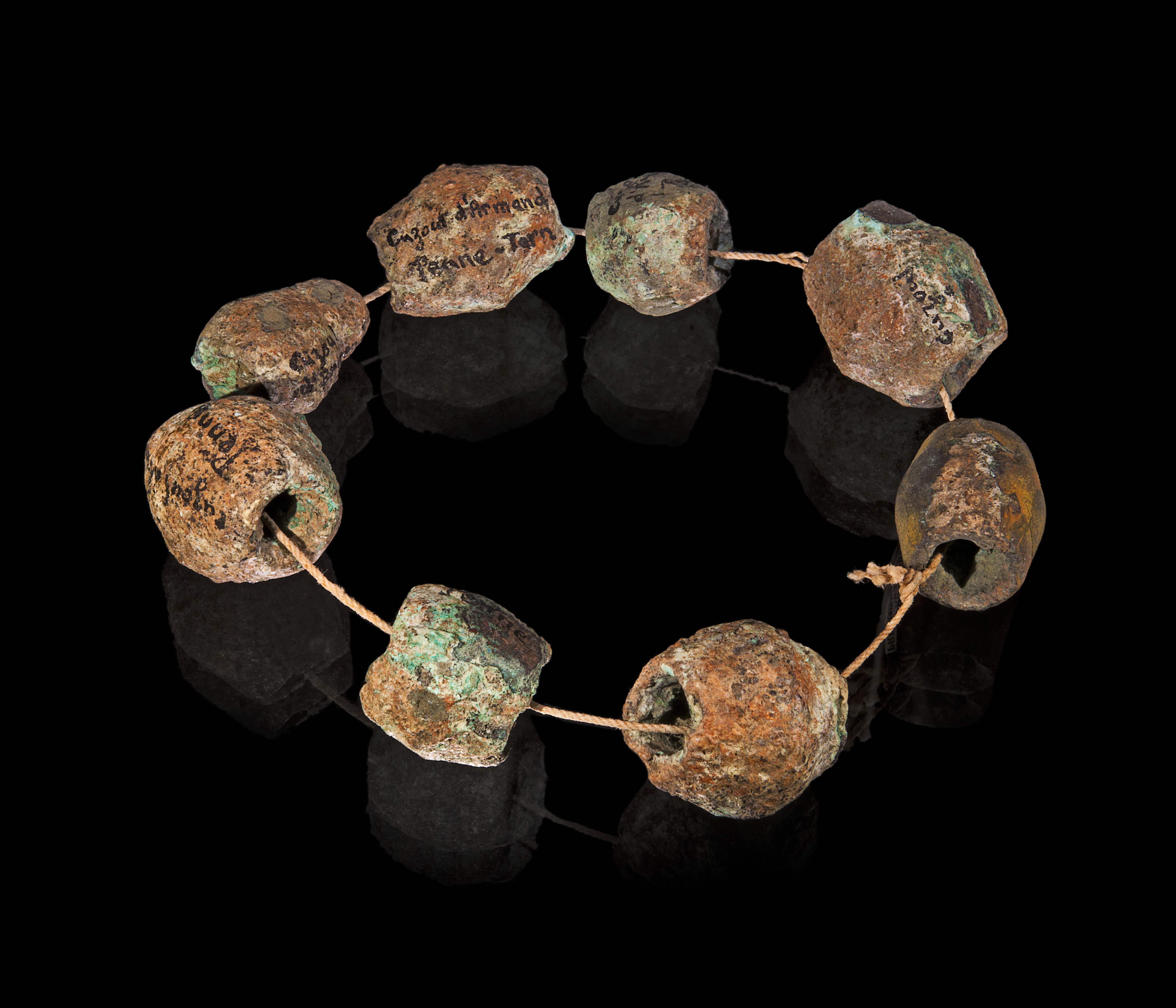
Bronzen kralenhalssnoer uit de 2e eeuw voor Christus, gevonden te Penne - Muséum de Toulouse